# 95-й отдельный стрелковый полк
95-й отдельный стрелковый полк — тактическое формирование Сухопутных войск Российской Федерации. 

## История
Первоначально создан как 123-й стрелковый полк Народной милиции ДНР в феврале 2022 года из мобилизованных самопровозглашённой Донецкой Народной Республики. Личный состав был неподготовлен и не обладал никакими военными специальностями, вследствие чего бойцам приходилось учиться самостоятельно. Полк изначально создавался как стрелковый, поэтому лишён бронетехники.
После вхождения в состав Вооружённых сил Российской Федерации 1 января 2023 года, номер сменён на 95-й.
Полк участвовал в боях за Угледар в 2024 году. Инженеры полка занимались конструированием роботизированных платформ по доставке грузов на передовую.